# Arenifera pillansii
Arenifera pillansii är en isörtsväxtart som först beskrevs av L. Bol., och fick sitt nu gällande namn av Herre. Arenifera pillansii ingår i släktet Arenifera och familjen isörtsväxter. Inga underarter finns listade i Catalogue of Life.